# Paul Klengel

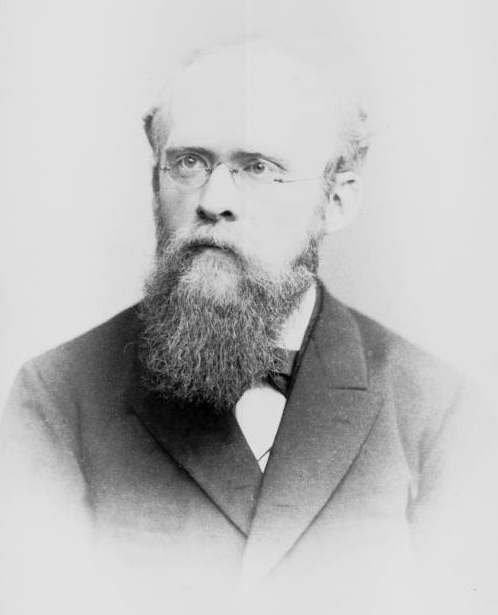
Paul Klengel

Paul Klengel (* 13. Mai 1854 in Leipzig; † 24. April 1935 ebenda), Bruder von Julius Klengel, war ein deutscher Dirigent und Komponist.

## Leben
Klengel wurde bis zum 14. Lebensjahr durch Privatlehrer unterrichtet und besuchte von 1868 bis 1872 das Leipziger Konservatorium der Musik bei Ferdinand David, Carl Reinecke und Ernst Friedrich Richter. Von 1873 bis 1876 studierte Klengel an der Universität Leipzig und promovierte dort mit der Dissertation Zur Ästhetik der Tonkunst zum Dr. phil. Von 1881 bis 1886 dirigierte er beim Leipziger  Orchesterverein Euterpe. 1887 wurde er neben Karl Doppler Vizekapellmeister an der Hofkapelle in Stuttgart, von 1888 bis 1891 war er dort Hofkapellmeister. Anschließend wirkte er wieder in Leipzig. Von 1898 bis 1902 dirigierte er in New York City bei deutschen Gesellschaften für Choral-Musik und kehrte danach nach Deutschland zurück. Klengel war ein vielseitiger Musiker und obwohl er keine Karriere als Konzertmusiker oder Solist anstrebte, war er ein versierter Violinist und Pianist. Er komponierte zahlreiche Werke für Violine sowie kunstvolle Arrangements für verschiedenartige Zusammenstellungen.